# Joachim Reichner
Joachim Reichner (Rüderswil (Zwitserland), 1724 – Rijswijk, 18 november 1805) was een Zwitserse orgelbouwer die actief was in Loosduinen en Rijswijk.

## Leven
Reichner huwde in 1758 Den Haag met Petronella Aschman. Zij kregen twaalf kinderen.

## Werk
In 1780 bouwde hij het hoofdwerk van het orgel van de Abdijkerk in Loosduinen met 10 stemmen. In 1791 bouwde hij het uit met rugwerk met 9 stemmen.
Reichner werkte aan het orgel van de Oostkerk in Middelburg, waar hij in 1782 het orgel verbeterde door het vervaardigen van een nieuwe windlade voor het rugpositief, alsmede nieuwe balgen, nieuwe registers en een nieuw pedaal.

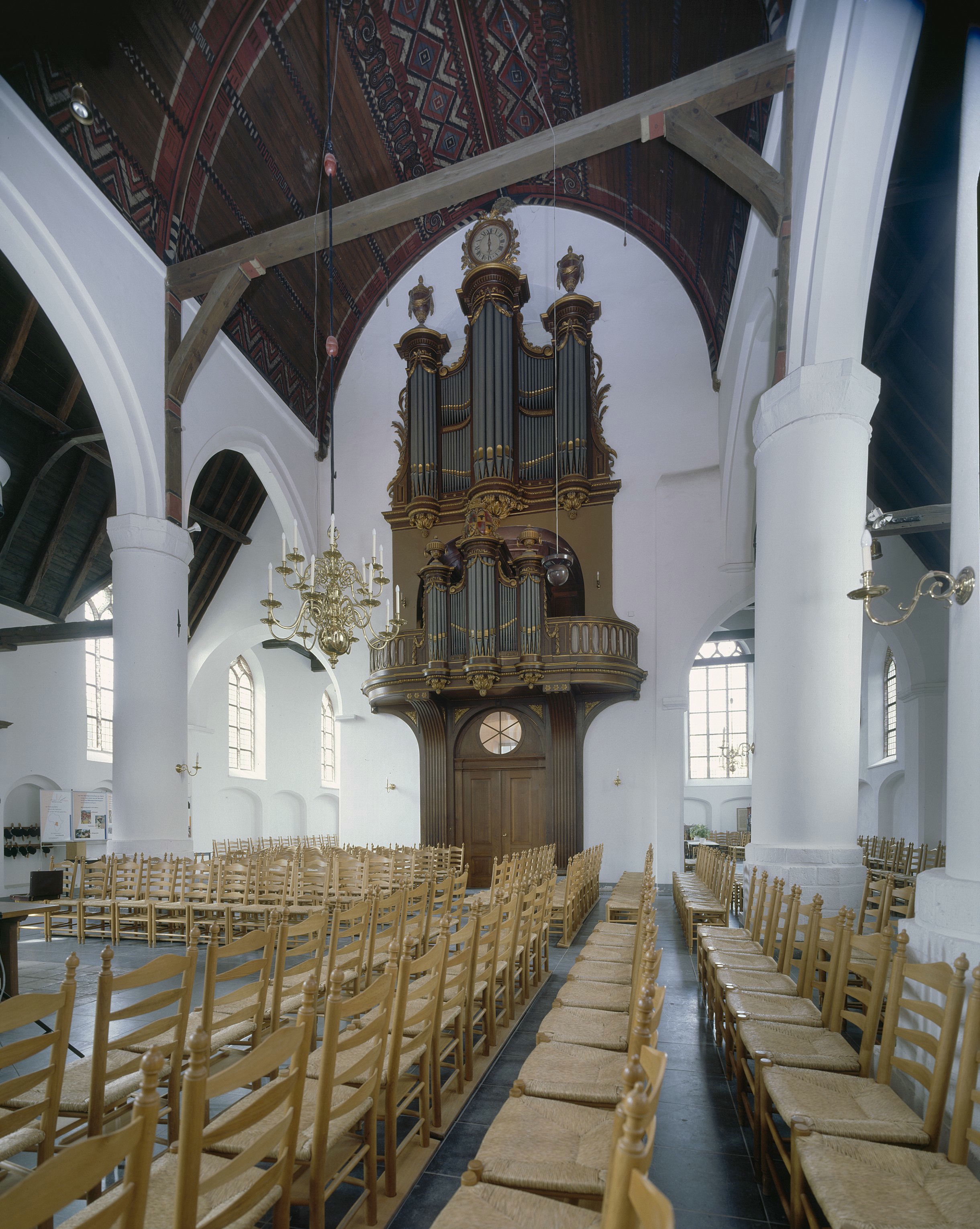
Reichnerorgel in Rijswijk

Het orgel in de Oude Kerk van Rijswijk werd door hem in 1786 gebouwd en was voorzien van 25 stemmen. Op 21 mei 1786 werd het Rijswijkse orgel in gebruik genomen. Het is in rococo-stijl gebouwd met ornamenten in Lodewijk XVI-stijl en voorzien van de familiewapens van Cornelia Schellinger en Pieter Steyn.
Reichner ligt begraven vlak onder het orgel van de Oude Kerk van Rijswijk.
Metzler Orgelbau · Joachim Reichner
Adema · Gebroeders Van der Aa · Jacobus Armbrost · Bakker & Timmenga · Johann Bätz · Jonathan Bätz · Joseph Binvignat · Sander Booij · Martin Butter · Van Dam · Matthijs van Deventer · Geert Pieters Dik · Johannes Duyschot · Roelof Barentszn Duyschot · Bernhardt Edskes · Marten Eertman · Gerardus Elberink · Elbertse · Antoon van Elen · Flentrop · Dirk Flentrop · Heinrich Hermann Freytag · Rudolf Garrels · Justus Geerkens · Pieter Geerkens · Gradussen · Albertus van Gruisen · Willem van Gruisen · Nicolaas van Hagen · Willem Hardorff · Hendrik Hermanus Hess · Jan van den Heuvel · Jan Adolf Hillebrand · Albertus Antoni Hinsz · Bernard Petrus van Hirtum · Nicolaas van Hirtum · Cornelis Hoornbeek · Klop Orgels & Klavecimbels · Hermanus Knipscheer · Johan Frederik Kruse · Ernst Leeflang · Lohman · Jan van Loo · Michaël Maarschalkerweerd · Pieter Maarschalkerweerd · Abraham Meere · Roelf Meijer · Michaël Mercator · Carl Friedrich August Naber · Familie Niehoff · Cornelis van Oeckelen · Petrus van Oeckelen · Detlef Onderhorst · Pels & Van Leeuwen · Pereboom & Leijser · Elbert Pluer · Radersma · Joachim Reichner  · Reil · Cornelis Rogier · Mense Ruiter · Conradus Ruprecht II · Hans Wolff Schonat · Franciscus Cornelius Smits · Frans Casper Snitger · Johannes Stephanus Strümphler · Johannes Wilhelmus Timpe · Valckx & Van Kouteren · Kam & Van der Meulen · Henk Veeningen · Matthijs Verhofstadt · Vermeulen · Verschueren · Johannes Vollebregt · Jacobus Vollebregt · Van Vulpen · Christian Gottlieb Friedrich Witte · Johan Frederik Witte · Lodewijk Ypma · Jacobus Zeemans
Zuid-Nederlands orgelbouwer (voor 1830)